# Parc national de la Serra de Teixeira
Le parc national de la Serra do Teixeira est un parc national brésilien créé en 2023 dans l'État de Paraíba. Il a une superficie d'environ 61 095 ha, couvrant 12 municipalités de Paraíba : il occupe une partie des villes d'Água Branca, Cacimba de Areia, Catingueira, Imaculada, Juru, Mãe d'Água, Matureia, Olho d'Água, Santa Terezinha, Santana dos Garrotes, São José do Bonfim et Teixeira.
Il s'agit du premier parc national de l'état de Paraíba et il protège le biome de Caatinga.

## Histoire et description
Le parc a été créé le 5 juin 2023 par le décret fédéral n° 11 552.
Il s'agissait de protéger une zone représentative importante, ainsi que plusieurs espèces endémiques du biome caatinga ; protéger des sites géographiques importants d'une grande beauté paysagère, tels que Pico do Jabre, le point culminant du Paraíba ; et assurer le maintien des services écosystémiques dans la région. Il cherche également à encourager l'économie de la région, avec un tourisme écologique et des activités récréatives en contact avec la nature,.

### Relief
La Serra de Teixeira a une altitude moyenne de 700 mètres, culminant avec le pic Jabre, le point culminant de Paraíba, à 1 208 mètres. Cette région montagneuse, située à la frontière avec l'État de Pernambuco, sert de séparateur naturel pour les rivières qui coulent vers les bassins nord, sud et est, respectivement les bassins Piranhas-Açu, São Francisco et Paraíba.
Dans le parc, il y a 70 sources d'eau, dont 70 % se trouvent dans le bassin de la rivière Piranhas/Açu.

### Flore

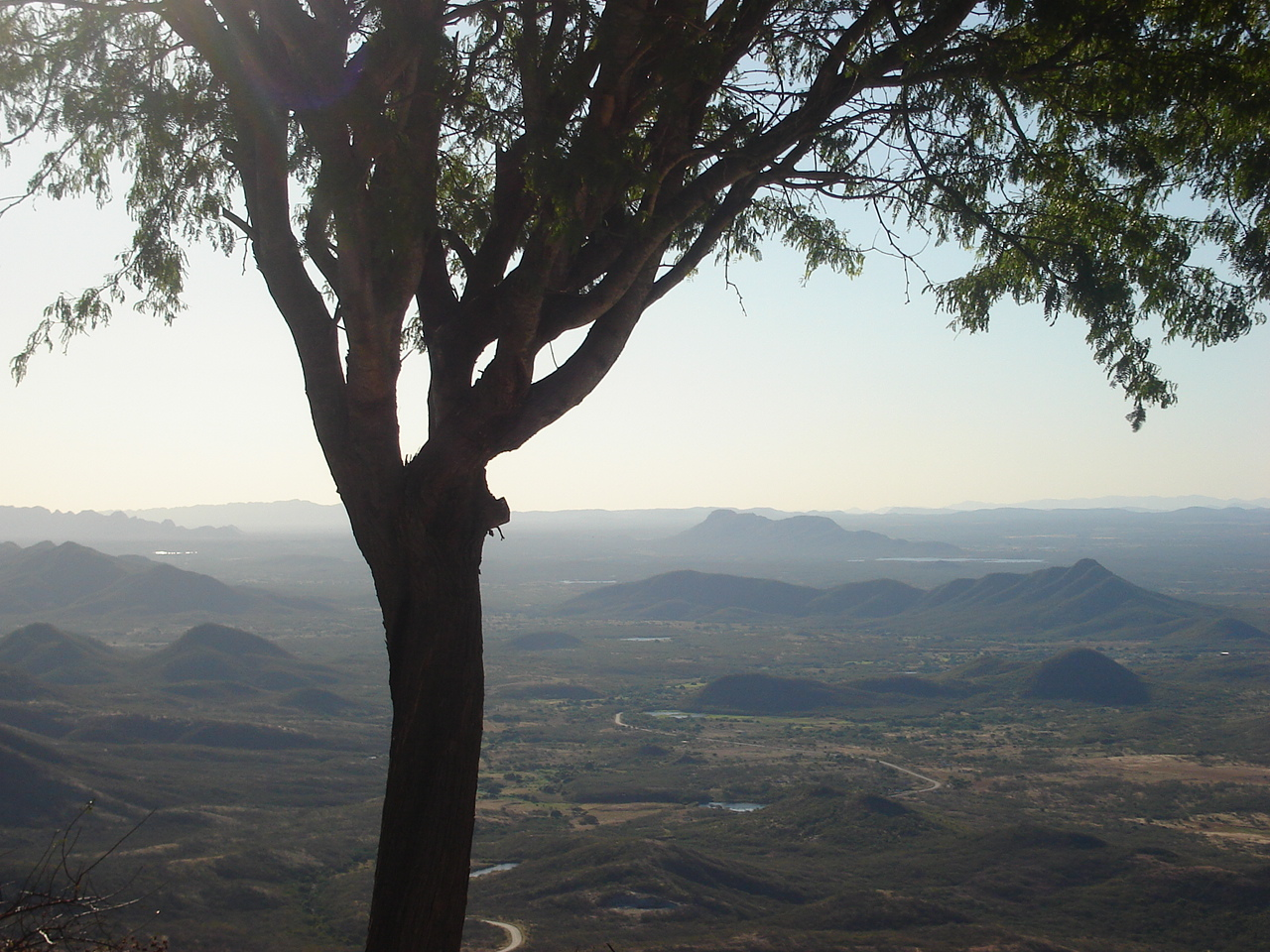
Serra de Teixeira.

La végétation prédominante est la forêt de montagne, avec des éléments floristiques caractéristiques de la forêt humide et de la caatinga.
Selon une étude présentée en 2009, l'unité de conservation compte au moins 265 espèces, dont 24 sont endémiques à la caatinga, avec au moins six espèces menacées d'extinction.

### Faune
237 espèces de vertébrés terrestres (amphibiens, reptiles, oiseaux et mammifères) ont été recensées, dont au moins 19 espèces figurent sur la liste rouge des espèces menacées. Parmi les reptiles se trouve le caïman à museau large, qui pourrait être la seule population naturelle de ce reptile dans la région semi-aride de Paraíba.